# Zaphanta
Zaphanta (лат.) — род бабочек из семейства Mimallonidae. Неотропика.

## Описание
Мелкие и среднего размера бабочки с длиной передних крыльев 9—11 мм (одни из самых мелких представителей семейства Mimallonidae). Отличительна и основная окраска крыльев: желтая с пурпурно-розовыми срединными отметинами. Снизу крылья (и передние и задние) с заметными антемедиальными, а также постмедиальными линиями. Валидный статус таксона был подтверждён в ходе ревизии в 2019 году американским лепидоптерологом Райаном Александером Ст. Лаурентом (Ryan A. St. Laurent, Cornell University, Department of Entomology, Итака, США) и Акито Кавахарой (Akito Y. Kawahara, University of Florida, Гейнсвилл, Флорида).
- Zaphanta infantilis Dyar, 1910 (Гайана)
- Zaphanta fraterna Schaus, 1912 (Коста-Рика)